# 羽曳野市立埴生南小学校
羽曳野市立埴生南小学校（はびきのしりつ はにふみなみしょうがっこう）は、大阪府羽曳野市はびきの6丁目にある公立小学校。

## 沿革
- 1979年（昭和54年）4月1日 - 羽曳野市立埴生小学校から分離して開校。

## 通学区域
- 野々上3丁目及び4丁目、伊賀3丁目及び4丁目、学園前1丁目から3丁目まで、5丁目及び6丁目、桃山台1丁目から4丁目まで、はびきの1丁目から7丁目まで(同2丁目7番17号を除く。) [1]

※卒業後は基本的に羽曳野市立河原城中学校に進学する。